# Herb gminy Miączyn
Herb gminy Miączyn – jeden z symboli gminy Miączyn, ustanowiony 30 kwietnia 2009.

## Wygląd i symbolika
Herb przedstawia na tarczy w polu czerwonym złoty miecz pomiędzy dwoma srebrnymi skrzydłami anielskimi. Jest to nawiązanie do św. Michała Archanioła, patrona parafii w Miączynie.